# Communauté de communes des Lisières de l'Oise
La communauté de communes des Lisières de l'Oise (CCLO), dénommée jusqu'en 2015 communauté de communes du Canton d'Attichy (CCCA), est une communauté de communes française située dans le département de l'Oise et la région Hauts-de-France.

## Historique
La communauté de communes du Canton d'Attichy a été créée par un arrêté préfectoral du 29 septembre 1999 par transformation du district du Canton d'Attichy créé le 8 septembre 1994 et qui avait succédé au SIVOM créé le 13 octobre 1964 et qui regroupait déjà les communes de l'ancien canton d'Attichy,.
Elle a commencé à fonctionner le 1er janvier 2000.
L'intercommunalité change de dénomination le 8 octobre 2015, et devient la communauté de communes des Lisières de l'Oise (CCLO),.

## Territoire communautaire

### Géographie
La communauté de communes regroupe l'ensemble des communes de l'ancien canton d'Attichy.
Dans le cadre du redécoupage cantonal de 2014 en France, 14 communes font désormais partie du canton de Compiègne-1 et 6 du canton de Compiègne-2.

### Composition
En 2023, la communauté de communes est composée des 20 communes suivantes :

| Nom                    | Code Insee | Gentilé                | Superficie (km2) | Population (dernière pop. légale) | Densité (hab./km2) |
| ---------------------- | ---------- | ---------------------- | ---------------- | --------------------------------- | ------------------ |
| Attichy (siège)        | 60025      | Attichois              | 14,74            | 1 855 (2022)                      | 126                |
| Autrêches              | 60032      | Autrêchois             | 13,03            | 725 (2022)                        | 56                 |
| Berneuil-sur-Aisne     | 60064      | Berneuillais           | 10,61            | 937 (2022)                        | 88                 |
| Bitry                  | 60072      | Bitryciens             | 6,61             | 309 (2022)                        | 47                 |
| Chelles                | 60145      | Chellois               | 9,08             | 475 (2022)                        | 52                 |
| Couloisy               | 60167      | Couloisiens            | 3,74             | 592 (2022)                        | 158                |
| Courtieux              | 60171      | Cortiliens             | 2,62             | 174 (2022)                        | 66                 |
| Croutoy                | 60184      | Croutoyens             | 3,27             | 205 (2022)                        | 63                 |
| Cuise-la-Motte         | 60188      | Cuisiens               | 10,05            | 2 101 (2022)                      | 209                |
| Hautefontaine          | 60305      | Altifontains           | 5,57             | 347 (2022)                        | 62                 |
| Jaulzy                 | 60324      | Jaulziens              | 7,26             | 858 (2022)                        | 118                |
| Moulin-sous-Touvent    | 60438      |                        | 18,14            | 189 (2022)                        | 10                 |
| Nampcel                | 60445      | Nampcellois            | 16,69            | 297 (2022)                        | 18                 |
| Pierrefonds            | 60491      | Pétrifontains          | 22,32            | 1 888 (2022)                      | 85                 |
| Rethondes              | 60534      | Rethondois             | 9,48             | 649 (2022)                        | 68                 |
| Saint-Crépin-aux-Bois  | 60569      | Saint-Crépinois        | 16,3             | 175 (2022)                        | 11                 |
| Saint-Étienne-Roilaye  | 60572      |                        | 7,96             | 292 (2022)                        | 37                 |
| Saint-Pierre-lès-Bitry | 60593      |                        | 3,42             | 147 (2022)                        | 43                 |
| Tracy-le-Mont          | 60641      | Traçotins              | 18,57            | 1 701 (2022)                      | 92                 |
| Trosly-Breuil          | 60647      | Troslysiens Breuillois | 10,98            | 2 024 (2022)                      | 184                |

### Démographie
| 1968   | 1975   | 1982   | 1990   | 1999   | 2009   | 2014   | 2020   |
| ------ | ------ | ------ | ------ | ------ | ------ | ------ | ------ |
| 12 396 | 13 030 | 13 473 | 14 674 | 15 942 | 16 406 | 16 341 | 16 164 |

## Organisation

### Siège
Le siège de l'intercommunalité est à Attichy, ZI, 4, rue des Surcens.

### Élus
La communauté de communes est administrée par son Conseil communautaire, composé pour la mandature 2014-2020, de 38 conseillers municipaux issus de chacune des communes membres. Pour la mandature 2020-2026, ils sont répartis de la manière suivante :
 
- 5 délégués pour Cuise-la-Motte ;

- 4 délégués pour Attichy, Pierrefonds, Tracy-le-Mont et Trosly-Breuil ;

- 2 délégués pour Berneuil-sur-Aisne, Jaulzy ;

- 1 délégué ou son suppléant pour les autres communes.
Au terme  des élections municipales de 2020 dans l'Oise, le conseil communautaire du 9 juillet 2020  a élu sa nouvelle présidente, Sylvie Valente-Le Hir, maire de Tracy-le-Mont. Celle-ci, élue sénatrice lors des élections sénatoriales de 2023 dans l'Oise a démissionné de ses fonctions exécutives locales en exécution de la législation limitant le cumul des mandats en France.
Le conseil communautaire du 26 octobre 2023 a élu son successeur, Franck Superbi, maire de Bitry, ainsi que ses vice-présidents, qui sont : 
1. Florence Demouy, maire de Pierrefonds, chargée du développement économique, de la communication, de la culture et de la mutualisation ;
2. Jean-Claude Cormont, maire de Couloisy, chargé de la voirie, de la collecte des déchets, du sport et de la vie associative ;
3. Christian Deblois, maire de Chelles, chargé de l'urbanisme et de l'environnement ;
4. Anne-Marie Defrance, maire de Nampcel, chargée de la petite enfance et des services à la personne ;
5. Bernard Favrole, maire d’Attichy, chargé de l'eau et de l'assainissement ;
6. Sylvain Goupil, maire de Trosly-Breuil, chargé des finances ;
7. Eric Béguin, maire de Saint-Etienne-Roilaye, chargé du développement économique ;
8. Renaud Bourgeois, maire de Cuise-la-Motte, chargé de la transition énergétique, de la mobilité, de la  gestion des bâtiments et de l'économie sociale et solidaire

### Liste des présidents
| Période       | Période                        | Identité              | Étiquette | Qualité |
| ------------- | ------------------------------ | --------------------- | --------- | --- |
| 1964          | 1995                           | Georges Bellanger     |           | Maire d'Attichy ( ? → 1995) |
| 1995          | avril 2014                     | Lucien Degauchy       | UMP       | Horticulteur Maire de Courtieux (1977 → ) Conseiller général d'Attichy (1985 → 2015) Député de l'Oise (5e circ.) (1993 → 2017) |
| avril 2014    | juillet 2020                   | Alain Brailly         | DVD       | Maire-adjoint d'Attichy |
| juillet 2020, | En cours                       | Sylvie Valente-Le Hir | DVD       | Maire de Tracy-le-Mont (2016 → 2023) Sénatrice de l'Oise (2023 → ) Démissionnaire après son élection comme sénatrice           |
| octobre 2023  | En cours (au 30 novembre 2023) | Franck Superbi        |           | Cadre dans l'industrie Maire de Bitry (2014 → )                                                                                |

### Compétences
L'intercommunalité exerce les compétences qui lui ont été transférées par les communes membres, dans les conditions fixées par le code général des collectivités territoriales.

### Régime fiscal et budget
La communauté de communes est un établissement public de coopération intercommunale à fiscalité propre.
Afin de financer l'exercice de ses compétences, l'intercommunalité perçoit la fiscalité professionnelle unique (FPU) – qui a succédé à la taxe professionnelle unique (TPU) – et assure une péréquation de ressources entre les communes résidentielles et celles dotées de zones d'activité.
Elle collecte également la taxe d'enlèvement des ordures ménagères (TEOM), qui finance ce service public.
Elle verse une dotation de solidarité communautaire (DSC) à ses communes membres.

### Organismes de regroupement
La communauté fait partie du Syndicat mixte de la Vallée de l'Oise pour le transport et traitement des déchets ménagers et assimilé, et est intégrée depuis le 9 décembre 2005 dans l'Association du pays compiégnois.
La CCLO a délégué sa compétence de prévention des inondations, la lutte contre le ruissellement et globalement la compétence GEMAPI à l’Entente Oise Aisne, syndicat mixte ouvert et établissement public territorial de bassin composée de 28 collectivités, en juin 2018.

## Projets et réalisations
Conformément aux dispositions légales, une communauté de communes a pour objet d'associer des « communes au sein d'un espace de solidarité, en vue de l'élaboration d'un projet commun de développement et d'aménagement de l'espace ».
Équipements sportifs
L'intercommunalité gère la piscine de Couloisy, qu'elle va rénover à partir de 2015